# Sedoheptulosa
La sedoheptulosa, también denominada D-altro-heptulosa, es un monosacárido perteneciente al grupo de las cetoheptosas, ya que posee siete átomos de carbono y un grupo funcional cetona. Es una de las pocas heptosas existentes en la naturaleza, pudiéndose encontrar como intermediario del ciclo de las pentosas. Su abreviatura es Sul. es un intermediario del ciclo de las pentosas fosfato y del ciclo de Calvin.
```
   CH
2
-OH
   |
   C=O
   |
HO-C-H
   |
 H-C-OH
   |
 H-C-OH
   |
 H-C-OH
   |
   CH
2
-OH
```

D-Sedoheptulosa